# NGC 5940
NGC 5940 is een balkspiraalstelsel in het sterrenbeeld Slang. Het hemelobject werd op 19 april 1887 ontdekt door de Amerikaanse astronoom Lewis A. Swift.

## Synoniemen
- UGC 9876
- MCG 1-39-25
- ZWG 50.7
- IRAS 15288+0737
- PGC 55295